# پناه پناهی
پناه پناهی (زادهٔ ۲۹ فروردین ۱۳۶۴ در تهران) کارگردان ایرانی است. اولین فیلم بلند سینمایی او به نام جاده خاکی به جشنواره کن راه یافت و از جشنواره‌های مختلف جوایزی را دریافت کرد.

## فیلم‌شناسی
- جاده خاکی

## جوایز و جشنواره‌ها
نخستین فیلم بلند او جاده خاکی در بخش دو هفته کارگردانان هفتاد و چهارمین دوره‌ی جشنواره‌ کن و بخش افق‌های پنجاه و دومین دوره‌ی جشنواره کارلووی واری به نمایش درآمده است.
جاده خاکی در بخش اصلی شصت و پنجمین دوره جشنواره بین‌المللی فیلم لندن برنده جایزه بهترین فیلم شد.